# Схид (село)
Схид (укр. Схід; в переводе — «восток» или «восход») — село в Новоукраинской городской общине Новоукраинского района Кировоградской области Украины.
Население по переписи 2001 года составляло 8 человек. Почтовый индекс — 27126. Телефонный код — 5251. Код КОАТУУ — 3524086405.